# Barbara Low
Barbara Low (geboren als Alice Leonora Loewe am 29. Juli 1874 in London; gestorben am 25. Dezember 1955 ebenda) war eine frühe britische Psychoanalytikerin und Gründungsmitglied der 1913 gegründeten British Psychoanalytical Society. Sie prägte den Begriff des Nirwanaprinzips, den Sigmund Freud später aufgriff.

## Leben
Barbara Low war das elfte und letzte Kind von Therese (geborene Schacherl) und Maximillian Loewe, die Familie war jüdisch. Der Vater hatte sich an der ungarischen Revolution von 1848 beteiligt und war nach deren Niederschlagung nach England geflohen. Die Mutter war die Tochter eines österreichischen Rabbiners, sie starb bereits 1886. Barbara Low besuchte die Mary Buss’s Collegiate School for Girls in Camden und danach das University College London. Am Maria Grey Training College absolvierte sie eine Ausbildung zur Lehrerin und war dann mehrere Jahre in dem Beruf an Mädchenschulen und der Hackney Down’s School for Boys und in der Ausbildung von Lehrkräften tätig. Sie unterrichtete von 1913 bis 1915 Pädagogik, Literatur und Geschichte am London County Council Lehrerkolleg in Fulham. Barbara Low gehörte der Labour Party und der sozialistischen Intellektuellengruppe Fabian Society an.
Der Ehemann ihrer Schwester Edith, David Eder, Gründer der British Psychoanalytical Society, brachte ihr die Ideen der Psychoanalyse nahe, und 1919 wurde sie selbst als einzige Frau Gründungsmitglied der bis heute bestehenden Vereinigung britischer Psychoanalytiker. Sie durchlief eine Psychoanalyse bei dem österreichischen Analytiker und Freud-Mitarbeiter Hanns Sachs in Berlin und eine Lehranalyse bei Ernest Jones in London. Ihr Freund, der Schriftsteller D. H. Lawrence, der sich durch ihre Anregung ebenfalls für die Psychoanalyse sehr interessierte, finanzierte ihre Analyse dadurch, dass er ihr sein Manuskript für  seine Reisetagebücher Sea and Sardinia (deutsch: Das Meer und Sardinien, erstveröffentlicht 1921) schenkte.
Barbara Low engagierte sich dafür, dass 1926 in London eine psychoanalytische Poliklinik nach dem Vorbild des Berliner Psychoanalytischen Instituts entstand, in der mittellose Patienten unentgeltlich behandelt werden konnten. Am 9. Juni 1938 leitete sie ein Willkommenskommitee für die österreichischen Psychoanalytiker, die nach dem „Anschluss“ Österreichs an Nazi-Deutschland geflohen waren. Sie übersetzte Anna Freuds Einführung in die Psychoanalyse für Pädagogen ins Englische. Am Londoner Psychoanalytischen Institut war Low mehrere Jahre lang die Betreuerin der Bibliothek und legte eine bis heute bedeutsame Sammlung von psychoanalytischer Literatur an. Sie war Kodirektorin des Freud-Übersetzungen veröffentlichenden Verlags Imago Publishing Company und als Dozentin und Therapeutin am Institute for the Study and Treatment of Delinquency tätig. Barbara Low blieb unverheiratet und lebte im Alter sehr zurückgezogen mit ihrer ebenfalls ledigen zehn Jahre älteren Schwester Florence in Hampstead Garden Suburb. Sie starb 1955 im Alter von 81 Jahren in London.

## Werk
Barbara Low interessierte sich besonders für die Anwendung der Psychoanalyse in der Pädagogik und veröffentlichte darüber mehrere Artikel im International Journal of Psychoanalysis. Sie lehnte Melanie Kleins Ansichten zur Kinderpsychoanalyse ab und unterstützte in den Freud-Klein-Kontroversen Anna Freud, die den Standpunkt vertrat, Kinder unter sechs Jahren könne man nicht psychoanalytisch behandeln.
1920 veröffentlichte Barbara Low die von Freud anerkannte Einführung Psycho-Analysis A Brief Account of the Freudian Theory und leistete damit einen wichtigen Beitrag zur Akzeptanz der Psychoanalyse in Großbritannien. Darin prägte sie den Ausdruck Nirwanaprinzip, den Sigmund Freud in Jenseits des Lustprinzips aufgriff. Low bezeichnete damit das Verlangen, zu einem pränatalen Zustand wunschloser Allmacht zurückzukehren und so jegliche Form innerer Anspannung abzubauen. In der University of Texas in Austin sind Briefe aus drei Jahrzehnten erhalten, die sie mit dem Verleger und Dichter John Rodker austauschte.

## Veröffentlichungen
- Psycho-Analysis. A Brief Account of the Freudian Theory. London, New York 1920
- A revived sensation-memory. IJP 1, 1920, 271–272
- Sanity in sex. IJP 2, 1921, 458–462
- Education and mental health. National Health 18, 1926
- The psychology of the free child. IJP 7, 1926, 115–116
- An interesting invented "portemanteau" word. IJP 8, 1927, 73–74
- The Unconscious in Action. Its Influence Upon Freudian Theory. London 1928
- A note on the influence of psychoanalysis upon english education during the last 18 years. IJP 10, 1929, 314–320
- The psychological compensation of the analyst. IJP 16, 1935, 1–8